# Neomaso insulanus
Neomaso insulanus är en spindelart som beskrevs av Alfred Frank Millidge 1991. Neomaso insulanus ingår i släktet Neomaso och familjen täckvävarspindlar.
Artens utbredningsområde är Juan Fernández-öarna. Inga underarter finns listade i Catalogue of Life.